# Prespa
Prespa falu Horvátországban Belovár-Bilogora megyében. Közigazgatásilag Belovár községhez tartozik.

## Fekvése
Belovár központjától légvonalban 9, közúton 9 km-re délkeletre, Tomaš, Ciglenac és Patkovac között, a Ciglenski-patak völgye felett fekszik.

## Története
A 17. századtól a török által elpusztított, kihalt területre folyamatosan telepítették be a keresztény lakosságot. 1774-ben az első katonai felmérés térképén a falu „Dorf Prieszpa” néven szerepel. Ekkor még állt a falu közepén Illés próféta tiszteletére szentelt temploma. A település katonai közigazgatás idején a szentgyörgyvári ezredhez tartozott. Lipszky János 1808-ban Budán kiadott repertóriumában „Preszpa” néven szerepel.  
Nagy Lajos 1829-ben kiadott művében „Preszpa” néven 50 házzal, 158 horvát és 138 ortodox vallású lakossal találjuk.
A katonai közigazgatás megszüntetése után Magyar Királyságon belül Horvátország részeként, Belovár-Kőrös vármegye Belovári járásának része volt. 1857-ben 284, 1910-ben 577 lakosa volt. Az 1910-es népszámlálás szerint a falu lakosságának 63%-a horvát, 14%-a magyar, 12%-a szerb anyanyelvű volt. 1918-ban az új szerb-horvát-szlovén állam, majd később Jugoszlávia része lett. 1941 és 1945 között a németbarát Független Horvát Államhoz, majd a háború után a szocialista Jugoszláviához tartozott. 1991-től a független Horvátország része. 1991-ben lakosságának 94%-a horvát nemzetiségű volt. 2011-ben a településnek 511 lakosa volt.

## Lakossága
| Lakosság változása | Lakosság változása | Lakosság változása | Lakosság változása | Lakosság változása | Lakosság változása | Lakosság változása | Lakosság változása | Lakosság változása | Lakosság változása | Lakosság változása | Lakosság változása | Lakosság változása | Lakosság változása | Lakosság változása | Lakosság változása |
| ------------------ | ------------------ | ------------------ | ------------------ | ------------------ | ------------------ | ------------------ | ------------------ | ------------------ | ------------------ | ------------------ | ------------------ | ------------------ | ------------------ | ------------------ | ------------------ |
| 1857               | 1869               | 1880               | 1890               | 1900               | 1910               | 1921               | 1931               | 1948               | 1953               | 1961               | 1971               | 1981               | 1991               | 2001               | 2011               |
| 284                | 322                | 311                | 432                | 493                | 577                | 574                | 579                | 588                | 620                | 611                | 608                | 569                | 523                | 546                | 511                |